# Nasława
Nasława – staropolskie imię żeńskie. Imię to składa się z dwóch członów: na ("na"; jedno ze znaczeń na nazywało kogoś, ze względu na kogo coś się działo") oraz -sława ("sława"). Mogło ono więc oznaczać "ta, dzięki której przychodzi sława".
Nasława imieniny obchodzi 10 lipca.
Męski odpowiednik: Nasław